# Louis Benoist
Louis Benoist est un homme politique français né le 19 février 1821 à Mitry (Seine-et-Marne) et mort le 23 février 1896 à Ocquerre.
Notaire à Lizy-sur-Ourcq, il est conseiller général en 1873 et président du conseil général de 1893 à 1893. Il est sénateur de Seine-et-Marne de 1891 à 1896. Fondateur de la société littéraire et historique de la Brie, il est l'auteur de nombreuses notices historiques sur l'histoire de la Seine-et-Marne.

## Décorations
- Chevalier de la Légion d'honneur en 1872[2]